# Rassemblement des forces démocratiques
Le Rassemblement des forces démocratiques (RFD) est un parti politique mauritanien, membre de l'Internationale socialiste et de l'Alliance progressiste. Il est le successeur de l'Union des Forces démocratiques (en), dissous par le gouvernement mauritanien en 2000. 
Principal parti de l'opposition, il dispose de 3 députés.
Il est dirigé par Ahmed Ould Daddah (né en 1942) qui fut gouverneur de la Banque centrale (1973-1978) et ministre des Finances et du Commerce en 1978. Il est candidat aux élections présidentielles de 1992 (32,73 %), de 2003 (6,89 %), de 2007 (20,70 %) et de 2009 (13,66 %).